# Kaltlaufregler
Der Kaltlaufregler (KLR) ist ein Bauteil, das bei älteren PKW mit Ottomotor und geregeltem Katalysator den Schadstoffausstoß nach einem Kaltstart verringert. Da der Emissionstest vor der Euro 2-Norm noch keinen Kaltstart enthielt, waren viele Fahrzeuge noch nicht auf einen schadstoffarmen Start optimiert. Ein Kaltlaufregler verhilft solchen Fahrzeugen zu einem schadstoffärmeren Kaltstart.

## Funktionsweise

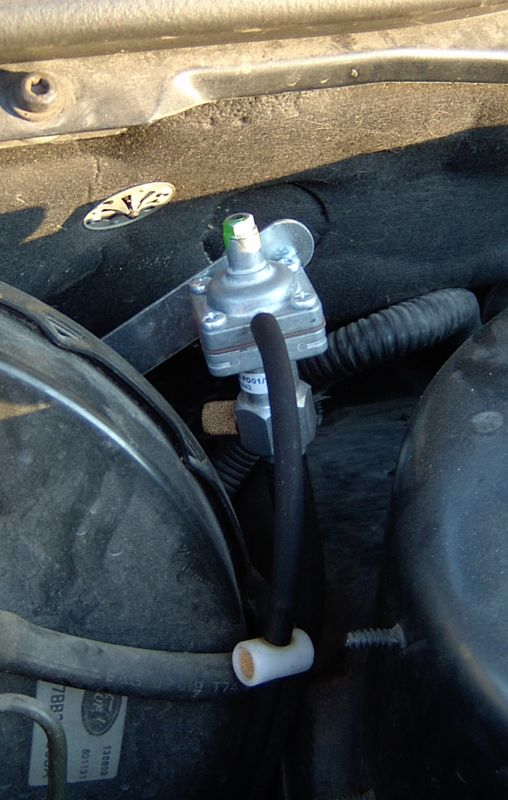
Kaltlaufregler

Kat-Test bestanden

Solange der Motor, der Katalysator und die Lambda-Sonde noch nicht ihre Betriebstemperatur erreicht haben, wird das Benzin-Luft-Gemisch nicht vollständig verbrannt bzw. Schadstoffe nicht vollständig umgewandelt. Zudem ist in der Kaltlaufphase das Gemisch deutlich fetter eingestellt. Das Abgas enthält deshalb wesentlich mehr Kohlenmonoxid (CO) und Kohlenwasserstoffe (CxHy) als in der Betriebstemperaturphase. 
Ein Kaltlaufregler führt dem Ansaugsystem während der Phase des Kaltlaufs ventilgesteuert einen zusätzlichen Luftstrom zu, der eine Abmagerung des Gemisches und damit eine heißere Verbrennung bewirkt. Gleichzeitig wird auch die Leerlaufdrehzahl leicht angehoben, wodurch ein stabiler Leerlauf gewährleistet wird. Insgesamt wird so die Kaltlaufphase verkürzt und der Gesamtschadstoffausstoß reduziert, da der Katalysator schneller auf Betriebstemperatur gebracht wird. 
Die notwendige Luftmenge ist fahrzeug-/motorspezifisch am Luftventil voreingestellt. Da das Luftventil abhängig von der Wassertemperatur öffnet und schließt, wird es an einer günstigen Stelle im kleinen Kühlkreislauf des Motors eingebaut (typischerweise in einen Wasserschlauch zur Heizung des Fahrzeugs). Ein Eingriff in die Motorsteuerung ist nicht erforderlich. 
Wenn das Kühlwasser eine bestimmte Temperatur erreicht hat, schließt sich das Luftventil, und die zusätzliche Luftzufuhr ist beendet.
Neben dem mechanischen KLR gibt es auch ein elektronisch geregeltes System. Der Unterschied ist, dass hier mittels des EGS-Steuergeräts eine schnellere Signalauswertung und Regelung erfolgt. Durch die Auswertung des Lambdasondensignals wird dem Motor in Verbindung mit dem GAT-Luftsteuerventil gezielt Zusatzluft in den Ansaugkrümmer zugeführt. Somit werden gleichbleibende Laufeigenschaften im Kaltzustand (Startphase) sowie im warmen Zustand (Fahrbetrieb) sichergestellt. Auch hier gelten die prinzipiellen Verwendungseinschränkungen wie beim mechanischen KLR.

## Einbau
Vor dem Einbau sollte das Fahrzeug einen gesonderten Katalysatortest durchlaufen, um die ausreichende Funktionsfähigkeit des Katalysators zu prüfen. Wenn der Katalysator nämlich nicht (oder nicht mehr, z. B. durch Alterung) die für die Einstufung in eine neue Schadstoffklasse notwendige Wirkung erreicht, wäre der Einbau eines Kaltlaufreglers sinnlos. Der Katalysatortest stellt sicher, dass eine Änderungsabnahme, die de facto ein verbessertes Abgasverhalten bescheinigt, auch Gültigkeit hat. Sollte der Katalysator (z. B. durch Alterung oder Beschädigung) in seiner Wirkung eingeschränkt sein, kann keine gesicherte Aussage über das tatsächliche Abgasverhalten des Fahrzeugs getroffen werden. Entgegen der oft vertretenen Meinung, der Katalysatortest sei reine Formsache, gehört er zwingend zur Untersuchung des Fahrzeugs im Rahmen der Änderungsabnahme. Der von den Herstellern beigelegte Vordruck für den Katalysatortest muss hingegen nicht unbedingt ausgefüllt werden, eine Vorlage bei der Straßenverkehrsbehörde ist ebenfalls nicht notwendig.
Klar ist auch, bei welchen Motoren ein KLR nicht eingesetzt werden kann: Dies betrifft alle Motoren, deren Steuerungen den Saugrohrdruck erfassen und die KLR-Zusatzluft durch eine aus Verstellung der Drosselklappe oder eines Zusatzluftschiebers entstehende, entgegenwirkende Druckänderung kompensieren können. Der KLR wäre somit wirkungslos. 
Gleiches gilt auch für alle Motorsteuerungen mit Drehzahlstabilisierung über luftseitige Korrektur (wiederum per Drosselklappe oder Zusatzluftschieber). Hier würde die KLR-Drehzahlerhöhung erkannt und ebenfalls kompensiert.
Bei Motorsteuerungen mit zündungsseitiger oder luft-zündungsseitiger Drehzahlkorrektur lässt sich der KLR ebenfalls nicht verwenden. Es käme hier zu unkalkulierbaren Regelkreisüberlagerungen.

## Vorteile
Der KLR wird in der Regel nachträglich eingebaut, um eine Einstufung in eine bessere Schadstoffklasse zu erreichen, was eine deutliche Ersparnis bei der Kfz-Steuer zur Folge haben kann. Die Steuerersparnis ist proportional zum Hubraum. Die Aufrüstung ist nur bei Fahrzeugen möglich, die serienmäßig einen geregelten Katalysator ab Werk Euro-1-Norm haben, um die Euro-2- oder D3-Norm zu erreichen. Der Einbau eines KLR lohnt sich auch für ältere Fahrzeuge, da sich die Investition durch die gesparte Steuer meist bereits nach sehr wenigen Jahren amortisiert.

## Nachteile
Direkte Nachteile gibt es nicht. Lediglich die eingebauten Teile des KLR sollten regelmäßig auf korrekten Sitz und Festigkeit überprüft werden.
Der KLR arbeitet genau gegenläufig zur alten Kaltstarteinrichtung. Da der Motor im Kaltstart mehr Kraftstoff benötigt, um ein Abmagern zu vermeiden, wurde früher bei Vergasermotoren die Luftzufuhr gedrosselt (Choke). Über eine Temperaturregelung wird dies bei Einspritzmotoren mit Kaltstartventil realisiert. Der KLR gibt dem Motor jedoch im Kaltstart und der Warmlaufphase mehr Luft, dies führt häufig zu Magerruckeln und schlechterer Gasannahme. Die bessere aber teurere Lösung ist die Realisierung über einen geänderten Katalysator.

## Umweltschutz
Kaltlaufregler dienen ausschließlich dem schnelleren Erreichen der Betriebstemperatur. Nur hier wird ein Umweltschutzbeitrag durch Reduzierung der Schadstoffemission direkt nach dem Kaltstart erreicht.
Im anschließenden Betrieb und insbesondere unter realen Einsatzbedingungen haben Kaltlaufregler keinen Einfluss auf das Schadstoffverhalten des Fahrzeugs.
Demgegenüber stehen Emissionen durch Herstellung, Vertrieb und Einbau des Systems.

## Alternativen
Bei Fahrzeugmodellen mit Schadstoffklasse Euro 1, bei denen kein KLR verfügbar ist, oder bei Fahrzeugen mit defektem Katalysator bieten sich Upgrade- bzw. Austausch-Katalysatoren an. Diese Variante ist recht kostenintensiv, da hierbei der vorhandene Katalysator gegen ein technisch verbessertes Exemplar ausgetauscht wird. Jedoch senkt ein Upgrade-Katalysator auch nach Erreichen der Betriebstemperatur nochmals den Schadstoffausstoß. 
Da KLR bei Dieselfahrzeugen prinzipbedingt nicht funktionieren, kommen zur Einstufung in eine bessere Schadstoffklasse nur Upgrade-Oxidationskatalysatoren in Frage. Bei großvolumigen Motoren (insbesondere Dieselfahrzeuge) kann sich ein Katalysatorwechsel, bedingt durch die Steuerersparnis, jedoch schnell amortisieren. 
Eine neuere Alternative stellen sogenannte Mini-Katalysatoren dar, die zusätzlich zum Serien-Katalysator installiert werden. Die Alternative ist vergleichsweise günstig, der originale Katalysator muss allerdings noch voll funktionsfähig sein. Dieser zusätzliche Minikat ist idealerweise so dimensioniert, dass er keine Abgasgegendruckerhöhung erzeugt und deshalb motorleistungsneutral bleibt. Den Nachweis der Haltbarkeit muss der Hersteller erbringen, um die ABE zu erlangen. Praxiswerte existieren derzeit nicht, da sie noch nicht sehr lange am Markt sind.